# Nanisme
El nanisme és un terme mèdic per descriure persones d'estatura baixa, amb un pes i talla inferiors del 40% d'un individu de la mateixa edat; o un adult, en cas dels homes amb una alçada menor a 140 cm, i en el cas de les dones amb una alçada menor a 130 cm. El nanisme pot ser causat per unes 200 afeccions mèdiques separades, la majoria de les quals són genètiques. Els símptomes de cada individu poden variar molt. Les persones afectades pel nanisme sovint se'ls anomenen "persones petites".
Les característiques dels nans poden variar molt depenent de cada individu. El nanisme desproporcionat s'identifica perquè una o més parts del cos siguin desproporcionadament grans comparats amb la resta del cos, amb anormalitats visibles de creixement en àrees específiques. En casos de nanisme proporcionat les parts del cos són proporcionals entre si però amb una visible manca de creixement general. La hipotonia és comuna entre els nans, però la intel·ligència i l'esperança de vida solen ser normals.
La causa més comuna és l'acondroplàsia, un trastorn del creixement dels ossos responsable del 70% dels casos de nanisme. En alguns casos d'acondroplàsia les extremitats són curtes respecte al tronc, amb el cap més gran que el normal i el relleu frontal molt visible a la cara. Les afeccions a humans caracteritzats per tenir parts del cos «desproporcionades» són causades normalment per un o més trastorns genètics en el desenvolupament dels ossos o cartílags. Alguns casos en què el cos està proporcionat, encara que sigui molt baix, tenen una causa hormonal o nutricional com per exemple la deficiència de l'hormona del creixement, coneguda com a «nanisme pituïtari».